# Villard-Léger
Villard-Léger és un municipi francès al departament de Savoia (regió d'Alvèrnia-Roine-Alps). L'any 2007 tenia 458 habitants.

## Demografia

### Població
El 2007 la població de fet de Villard-Léger era de 458 persones. Hi havia 156 famílies de les quals 33 eren unipersonals (12 homes vivint sols i 21 dones vivint soles), 41 parelles sense fills, 78 parelles amb fills i 4 famílies monoparentals amb fills.
La població ha evolucionat segons el següent gràfic:
Habitants censats

### Habitatges
El 2007 hi havia 214 habitatges, 162 eren l'habitatge principal de la família, 30 eren segones residències i 22 estaven desocupats. 192 eren cases i 23 eren apartaments. Dels 162 habitatges principals, 141 estaven ocupats pels seus propietaris, 15 estaven llogats i ocupats pels llogaters i 6 estaven cedits a títol gratuït; 5 tenien dues cambres, 20 en tenien tres, 54 en tenien quatre i 83 en tenien cinc o més. 149 habitatges disposaven pel capbaix d'una plaça de pàrquing. A 56 habitatges hi havia un automòbil i a 93 n'hi havia dos o més.

### Piràmide de població
La piràmide de població per edats i sexe el 2009 era:
| Homes | Edats   | Dones |
| ----- | ------- | ----- |
| 0     | 95 o +  | 4     |
| 4     | 90 a 94 | 0     |
| 8     | 85 a 89 | 4     |
| 0     | 80 a 84 | 0     |
| 8     | 75 a 79 | 4     |
| 8     | 70 a 74 | 12    |
| 8     | 65 a 69 | 0     |
| 12    | 60 a 64 | 4     |
| 20    | 55 a 59 | 8     |
| 4     | 50 a 54 | 12    |
| 24    | 45 a 49 | 16    |
| 0     | 40 a 44 | 16    |
| 24    | 35 a 39 | 8     |
| 0     | 30 a 34 | 20    |
| 16    | 25 a 29 | 8     |
| 8     | 20 a 24 | 12    |
| 28    | 15 a 19 | 0     |
| 12    | 10 a 14 | 8     |
| 16    | 5 a 9   | 8     |
| 16    | 0 a 4   | 12    |

## Economia
El 2007 la població en edat de treballar era de 283 persones, 212 eren actives i 71 eren inactives. De les 212 persones actives 197 estaven ocupades (110 homes i 87 dones) i 14 estaven aturades (4 homes i 10 dones). De les 71 persones inactives 25 estaven jubilades, 18 estaven estudiant i 28 estaven classificades com a «altres inactius».

### Ingressos
El 2009 a Villard-Léger hi havia 174 unitats fiscals que integraven 503,5 persones, la mediana anual d'ingressos fiscals per persona era de 17.816 €.

### Activitats econòmiques
Dels 18 establiments que hi havia el 2007, 2 eren d'empreses de fabricació d'altres productes industrials, 7 d'empreses de construcció, 2 d'empreses de comerç i reparació d'automòbils, 1 d'una empresa de transport, 1 d'una empresa financera, 3 d'empreses de serveis, 1 d'una entitat de l'administració pública i 1 d'una empresa classificada com a «altres activitats de serveis».
Dels 10 establiments de servei als particulars que hi havia el 2009, 2 eren tallers de reparació d'automòbils i de material agrícola, 1 paleta, 1 guixaire pintor, 3 fusteries, 2 lampisteries i 1 perruqueria.
L'any 2000 a Villard-Léger hi havia 11 explotacions agrícoles que ocupaven un total de 272 hectàrees.

## Equipaments sanitaris i escolars
El 2009 hi havia una escola elemental integrada dins d'un grup escolar amb les comunes properes formant una escola dispersa.

## Poblacions més properes
El següent diagrama mostra les poblacions més properes.